# Avast

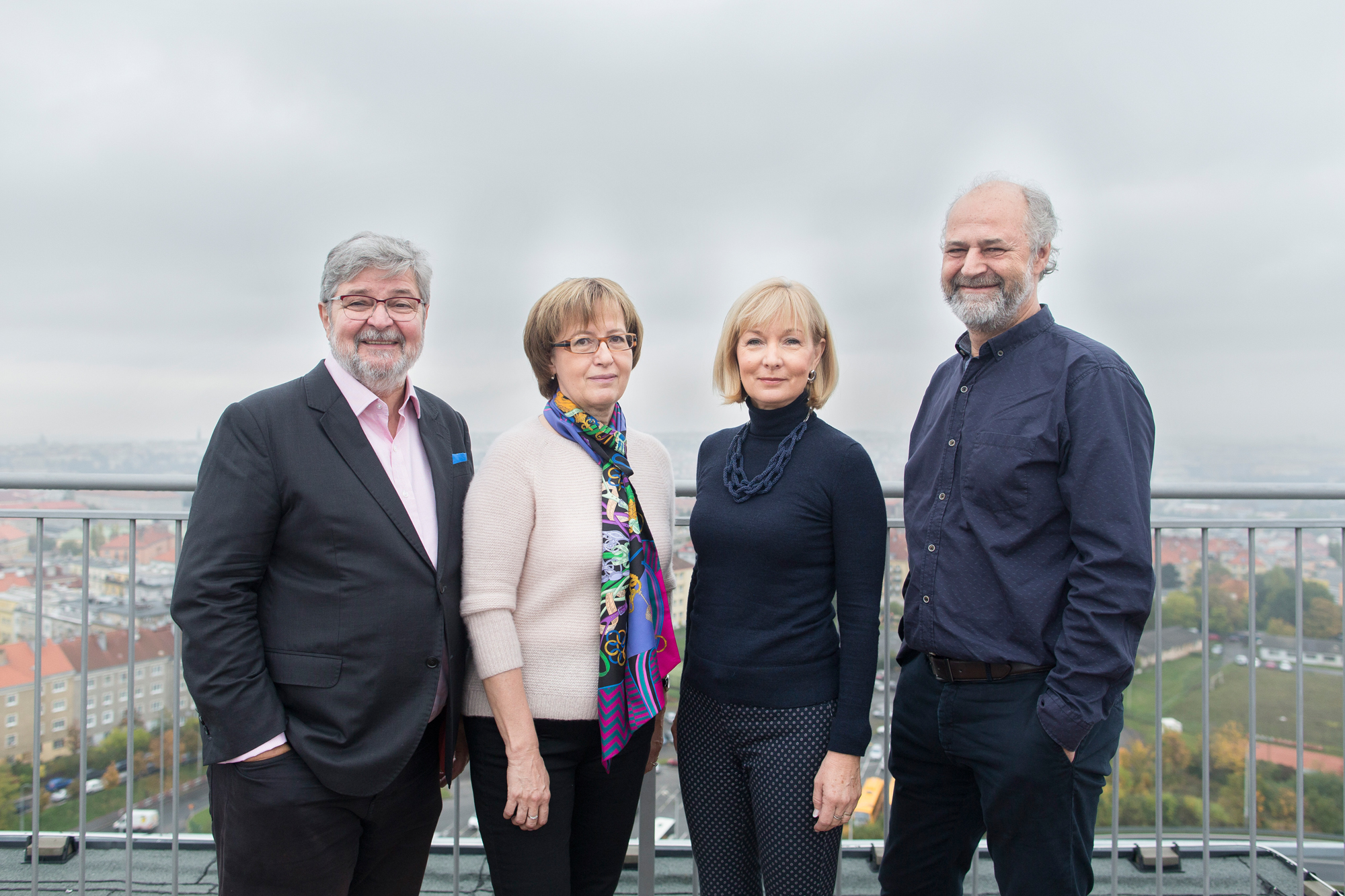
Fondatorii Avast (stânga) și (dreapta) în 2016 împreună cu soțiile lor, care conduc Fundația Avast pentru dezvoltare comunitară non-profit

Avast Software s.r.o este o companie multinațională cehă de software de securitate cibernetică cu sediul în Praga, Republica Cehă, care cercetează și dezvoltă software de securitate computerizată, învățare automată și inteligență artificială. Avast are peste 435 de milioane de utilizatori activi lunar și a doua cea mai mare cotă de piață printre furnizorii de aplicații anti-malware din întreaga lume, începând cu aprilie 2020.  Compania are aproximativ 1.700 de angajați în cele 25 de birouri din întreaga lume.  În iulie 2021, NortonLifeLock, o companie americană de securitate cibernetică, a anunțat că este în discuții pentru fuziunea cu Avast Software. În august 2021, consiliul de administrație al Avast a fost de acord cu o ofertă de 8 miliarde de dolari.  
Avast a fost fondată de Pavel Baudiš⁠(d) și Eduard Kučera⁠(d) în 1988 ca o cooperativă. A fost o companie privată din 2010 și a avut IPO în mai 2018. În iulie 2016, Avast a achiziționat concurentul AVG Technologies pentru 1,3 miliarde de dolari. La acea vreme, AVG era al treilea produs antivirus.  A fost cotată dublă la Bursa de Valori din Praga și la Bursa de Valori din Londra și a fost un component al indicelui FTSE 100 până când a fost achiziționată de NortonLifeLock în septembrie 2022. 
Produsul principal al companiei este Avast Antivirus, împreună cu instrumente precum Avast Secure Browser⁠(d) și Avast SecureLine VPN⁠(d).
Avast produce Avast Online Security, care este extensia sa principală, dar are și extensii precum Avast SafePrice și Avast Passwords.

## Istorie
Avast a fost fondat de Eduard Kučera⁠(d) și Pavel Baudiš⁠(d) în 1988.  Fondatorii s-au întâlnit la Institutul de Cercetare pentru Mașini Matematice din Cehoslovacia.  Au studiat matematica și informatica, pentru că Partidul Comunist din Cehoslovacia le-ar cere să se alăture partidului comunist pentru a studia fizica.  La institut, Pavel Baudiš a descoperit virusul Viena pe o dischetă și a dezvoltat primul program pentru a-l elimina.    Ulterior, i-a cerut lui Eduard Kucera să i se alăture în co-fondarea Avast ca cooperativă.  Cooperativa se numea inițial Alwil și doar software-ul se numea Avast. 
Cooperativa a fost schimbată într-un parteneriat comun în 1991, la doi ani după ce revoluția de catifea  a provocat o schimbare de regim în Cehoslovacia. Noul regim a rupt legăturile cu Uniunea Sovietică și a readus sistemul economic al țării la o economie de piață.   În 1995, angajatul Avast Ondřej Vlček a scris primul program antivirus pentru sistemul de operare Windows 95.  În anii 1990, cercetătorii de securitate de la Virus Bulletin, o organizație de testare a securității IT, au acordat software-ului Avast un premiu în fiecare categorie testată, crescând popularitatea software-ului.  Cu toate acestea, până la sfârșitul anilor 1990, compania avea probleme financiare.  Alwil a respins ofertele de achiziție ale McAfee, care acorda licență pentru motorul antivirus Avast. 
Până în 2001, Alwil se confrunta cu dificultăți financiare, când s-a convertit la un model freemium, oferind un produs software de bază Avast fără costuri.  Ca urmare a modelului freemium, numărul de utilizatori ai software-ului a crescut la un milion până în 2004  și la 20 de milioane până în 2006  Fostul director executiv Symantec, Vince Steckler⁠(d), a fost numit CEO al Avast în 2009.  În 2010, Alwil și-a schimbat numele în Avast, adoptând numele software-ului  și a strâns 100 de milioane de dolari în investiții de capital de risc.  În următoarea lună de Decembrie, Avast a depus o ofertă publică inițială, dar și-a retras cererea în iulie următor, invocând schimbări în condițiile pieței.  În 2012, Avast a concediat serviciul său de asistență tehnologică externalizat iYogi, după ce s-a descoperit că iYogi folosea tactici de vânzare înșelătoare pentru a convinge clienții să cumpere servicii inutile.  Până în 2013, Avast avea 200 de milioane de utilizatori în 38 de țări și fusese tradus în 43 de limbi.  La acea vreme, compania avea 350 de angajați. 
În 2014, CVC Capital a cumpărat un interes în Avast pentru o sumă nedezvăluită. Achiziția a evaluat Avast la 1 miliard de dolari.   Mai târziu în acel an, Avast a achiziționat dezvoltatorul de aplicații mobile Inmite pentru a construi aplicațiile mobile Avast.  În plus, în 2014, forumul de asistență online al Avast a fost compromis, expunând 400.000 de nume, parole și adrese de e-mail.   Până în 2015, Avast deținea cea mai mare cotă de piață pentru software antivirus.  În iulie 2016, Avast a ajuns la un acord pentru a cumpăra AVG pentru 1,3 miliarde de dolari.  AVG era o mare companie de securitate IT care vindea software pentru desktop-uri și dispozitive mobile.  În iulie 2017, Avast a achiziționat Piriform⁠(d), cu sediul în Marea Britanie, pentru o sumă nedezvăluită. Piriform a fost dezvoltatorul CCleaner⁠(d).  La scurt timp după aceea, a fost dezvăluit că cineva ar fi creat o versiune rău intenționată a CCleaner cu un backdoor pentru hackeri.  Avast și-a făcut IPO la Bursa de Valori din Londra în mai 2018, care a evaluat-o la 2,4 miliarde de lire sterline și a fost una dintre cele mai mari liste de tehnologie din Marea Britanie. 
Ondřej Vlček și-a asumat rolul de CEO și coproprietar al Avast Plc în iulie 2019.  O zi mai târziu, și-a schimbat salariul anual la 1 dolar și a promis o compensație de 100.000 de dolari a directorului său către organizații de caritate.  În octombrie 2019, Jaya Baloo⁠(d) s-a alăturat companiei Avast în calitate de Ofițer Șef de Securitate a Informațiilor. 
În aprilie 2020, Avast a lansat un nou browser web mobil privat și securizat pentru Android, bazat pe tehnologia dobândită din achiziția neraportată anterior a Tenta, un startup din Seattle. 
În iulie 2021, NortonLifeLock, o companie americană de securitate cibernetică, a anunțat că este în discuții pentru fuziunea cu Avast Software. În august 2021, consiliul de administrație al Avast a fost de acord cu o ofertă de 8 miliarde de dolari. În septembrie 2022,Autoritatea pentru Concurență și Piețe a aprobat preluarea propusă de către NortonLifeLock, permițând astfel finalizarea tranzacției.     

## Produse
Avast dezvoltă și comercializează produse de securitate IT pentru afaceri și consumatori pentru servere, desktop-uri și dispozitive mobile.  Compania vinde atât linia de produse Avast, cât și produsele achiziționate marca AVG.  La sfârșitul anului 2017, compania a fuzionat liniile de produse de afaceri AVG și Avast și lucra pentru a integra departamentele corporative ale ambelor companii.  În plus, Avast a dezvoltat produse software utilitare pentru a îmbunătăți durata de viață a bateriei pe dispozitivele mobile, pentru a curăța fișierele inutile de pe un hard disk, pentru a găsi rețele wireless sigure  sau pentru a crea o conexiune VPN la internet. 
Software-ul de securitate pentru consumatori Avast și AVG sunt vândute pe un model freemium, unde caracteristicile de securitate de bază sunt gratuite, dar funcțiile mai avansate necesită achiziționarea unei versiuni premium.  Versiunea gratuită este susținută și de reclame.  În plus, toți utilizatorii Avast furnizează date despre computerul sau dispozitivul lor mobil către Avast, care sunt folosite pentru a identifica noile amenințări de securitate.  Scanarea antivirus, curățarea browserului, un browser securizat, gestionarea parolelor și caracteristicile de securitate a rețelei sunt oferite gratuit, în timp ce firewall, anti-spam și funcții bancare online trebuie achiziționate.   Potrivit PC Pro, software-ul nu îi „cercă” pe utilizatori cu privire la actualizare.   Aproximativ 3% dintre utilizatorii Avast plătesc pentru o versiune premium (10% în SUA). 
Familia de produse Avast pentru afaceri include funcții pentru protecția punctelor terminale, securitatea Wi-Fi, antivirus, protecția identității, gestionarea parolelor și protecția datelor.  De exemplu, produsul desktop va căuta vulnerabilități în rețeaua wi-fi și va rula aplicații suspecte de a avea software rău intenționat într-un sandbox izolat.  Avast Business Managed Workplace monitorizează și gestionează desktop-urile și evaluează protocoalele de securitate la fața locului.  De asemenea, compania vinde software de management pentru administratorii IT pentru a implementa și gestiona instalațiile Avast. 

### Recepție
PC Magazine a acordat software-ului Avast Free Antivirus un scor general de 4 din 5  și a acordat AVG, care a fost achiziționat de Avast în 2016, un scor de 4, plus „AVG AntiVirus Free oferă exact același motor de protecție împotriva virusurilor ca Avast Free, dar îi lipsește colecția impresionantă de funcții suplimentare pe care le obțineți cu Avast.”  În testele efectuate de Institutul AV-TEST⁠(d) în august 2021, Avast și AVG au primit șase din șase puncte pentru protecție și utilizare și șase din șase puncte pentru performanță.   O recenzie din Tom's Guide spune că produsul antivirus gratuit Avast are „o protecție bună împotriva programelor malware” și ocupă puțin spațiu pe sistem. Revizuirea spune că Avast are un set competitiv de caracteristici pentru un produs antivirus gratuit, dar scanările nu sunt uneori foarte rapide. 
Produsul antivirus Avast pentru utilizatorii de afaceri a primit 4 din 5 de TechRadar⁠(d) în 2017.  Revizuirea spunea că software-ul avea caracteristici bune, protecție, configurare și o „interfață excelentă”, dar ocupa mult spațiu pe hard disk și nu acoperă dispozitivele mobile.  Potrivit Tom's Guide, versiunea mobilă este ieftină și plină de funcții. PC Magazine a spus că versiunea mobilă „are aproape toate caracteristicile de securitate pe care le-ai putea dori”. 
De asemenea, AVG a avut rezultate bune la testele de laborator. O recenzie din Tom's Hardware a dat software-ului AVG șapte din zece stele.  Revizuirea a evidențiat faptul că software-ul are o amprentă mică de sistem și are o protecție bună împotriva malware-ului, dar nu are o opțiune de scanare rapidă și nu are multe caracteristici suplimentare. 

## Colectarea și vânzarea datelor utilizatorilor
La sfârșitul anului 2019, s-a descoperit că extensiile de browser Avast colectează date despre utilizatori, inclusiv comportamentul de navigare și istoricul, și le trimit la un server de la distanță. Descoperirea a dus la eliminarea temporară a extensiilor mărcilor Avast și AVG din magazinele de extensii Google Chrome, Firefox și Opera, cu toate acestea, acestea au revenit la scurt timp mai târziu, deoarece nu existau dovezi concrete care să demonstreze o încălcare a datelor private ale utilizatorilor.   
În ianuarie 2020, o investigație comună a Motherboard și PCMag a constatat că Avast Antivirus și AVG AntiVirus⁠(d) Free colectau date despre utilizatori, care erau revândute pentru a personaliza publicitatea printr-o subsidiară, Jumpshot.    Documentele scurse au arătat că Jumpshot s-a oferit să ofere clienților săi „Fiecare căutare. Fiecare clic. Pe fiecare site." de la peste 100 de milioane de dispozitive compromise. Ca răspuns, Avast a anunțat, pe 30 ianuarie 2020, că va închide imediat Jumpshot și va înceta toate operațiunile din cauza reacțiilor negative ale confidențialității datelor utilizatorilor săi.  
Pe baza informațiilor dezvăluite, la 11 februarie 2020, Oficiul Ceh pentru Protecția Datelor cu Caracter Personal a anunțat că a inițiat o anchetă preliminară. 